# Maria Palaiologina
Maria Palaiologina (in greco  Μαρία Παλαιολογίνα?; Nicea, ... – Costantinopoli, ...; fl. XIII secolo) era la figlia dell'imperatore bizantino Michele VIII Paleologo (r. 1258-1282), divenuta moglie del sovrano mongolo Abaqa Khan e influente figura cristiana tra i Mongoli.
Dopo la morte di Abaqa divenne la fondatrice di un monastero a Costantinopoli che fu popolarmente chiamato con il nome di Santa Maria dei Mongoli. Il suo nome monastico era Melania (in greco bizantino: Μελάνη).

## Contesto storico
Nel XIII secolo, l'Impero mongolo fondato da Gengis Khan aveva raggiunto la sua massima espansione. Hulagu Khan, nipote di Gengis, aveva attraversato con il suo esercito la Persia e la Siria, distruggendo i plurisecolari califfati islamici, quelli degli Abbasidi e degli Ayyubidi, e guidando il Sacco di Baghdad del 1258, considerato l'evento più disastroso nella storia dell'Islam.
Tuttavia, l'Impero mongolo stava vivendo dissensi interni e, sebbene il centro del potere fosse il Gran Khan a Karakorum, l'Impero si era diviso in quattro "khanati", uno per ciascuno dei quattro nipoti di Gengis. La parte di Hulagu era nota come Ilkhanato e si estendeva nell'area che oggi copre parte della Turchia e dell'Iran a ovest e il Pakistan a est. La parte a nord, che copriva parti della Russia e dell'Europa orientale, era nota come Orda d'Oro. Le relazioni tra i khanati non erano amichevoli e le battaglie scoppiavano tra loro, anche se entrambi cercavano di estendere ulteriormente l'Impero a ovest, verso l'Europa, la Grecia e il Medio Oriente.

## Il matrimonio combinato
Michele VIII, imperatore bizantino con sede a Costantinopoli, cercò di mantenere relazioni amichevoli con entrambi i khanati. Hulagu aveva negoziato che una dama della famiglia imperiale di Costantinopoli sarebbe diventata una delle sue mogli e Michele scelse la sua figlia illegittima Maria. Promise inoltre in sposa un'altra delle sue figlie, Eufrosina Paleologa, sorella di Maria, a Nogai Khan, capo dell'Orda d'Oro. Entrambi i khanati mantennero un atteggiamento di tolleranza nei confronti dei cristiani.
Maria lasciò Costantinopoli nel 1265, scortata dall'abate del monastero del Pantocratore, Teodosio di Villehardouin per sposare Hulagu. Lo storico Steven Runciman narra che fu accompagnata dal patriarca di Antiochia Eutimio I. Arrivati a Cesarea appresero che Hulagu era morto, così Maria fu data in sposa a suo figlio, Abaqa Khan. Ella condusse una vita pia e fu molto influente sulla politica e sulle posizioni religiose dei Mongoli, molti dei quali erano già cristiani nestoriani. In precedenza avevano guardato a Doquz Khatun, moglie di Hulagu, come leader religioso. Quando anche Doquz morì nel 1265, questo sentimento si rivolse a Maria, che fu chiamata dai mongoli "Despina Khatun" (Δέσποινα in greco significa "Signora").

## Vedovanza
Maria risiedette in Persia alla corte di Abaqa per un periodo di 15 anni, fino a quando il marito - seguace di Tengri - morì e gli succedette il fratello musulmano Ahmad. Secondo il manoscritto di Orlean, Baydu Khan fu vicino a Maria durante il suo soggiorno in Persia e visitò spesso il suo ordo (palazzo nomade) per ascoltare storie interessanti sul cristianesimo.
Alla fine tornò a Costantinopoli, ma nel 1307, durante il regno di Andronico II, fu nuovamente offerta in sposa a un principe mongolo, Khodābande, il sovrano mongolo del Medio Oriente per ottenere un'alleanza contro la nascente potenza degli Ottomani, che in quel momento minacciavano la città bizantina di Nicea. Maria si recò sul posto, sia per incoraggiare la sua difesa sia per affrettare le trattative con i Mongoli per il suo matrimonio. Incontrò il sultano ottomano Osman I, ma il suo comportamento minaccioso risvegliò gli animi degli Ottomani. Prima che le 30000 truppe inviate in suo aiuto dai Mongoli potessero raggiungere la città, gli Ottomani assaltarono la fortezza di Tricocca, che era la chiave di Nicea, e la conquistarono.
Maria fu quindi costretta a tornare nuovamente a Costantinopoli, dove divenne Ktetorissa del monastero di Panagiotissa e vi rimase per il resto della sua vita. Secondo alcune fonti, riportò da Abaqa una sua figlia, Teodora Ara Qutlugh (in greco medievale: Θεοδώρα Ἀραχαντλούν).

## Eredità

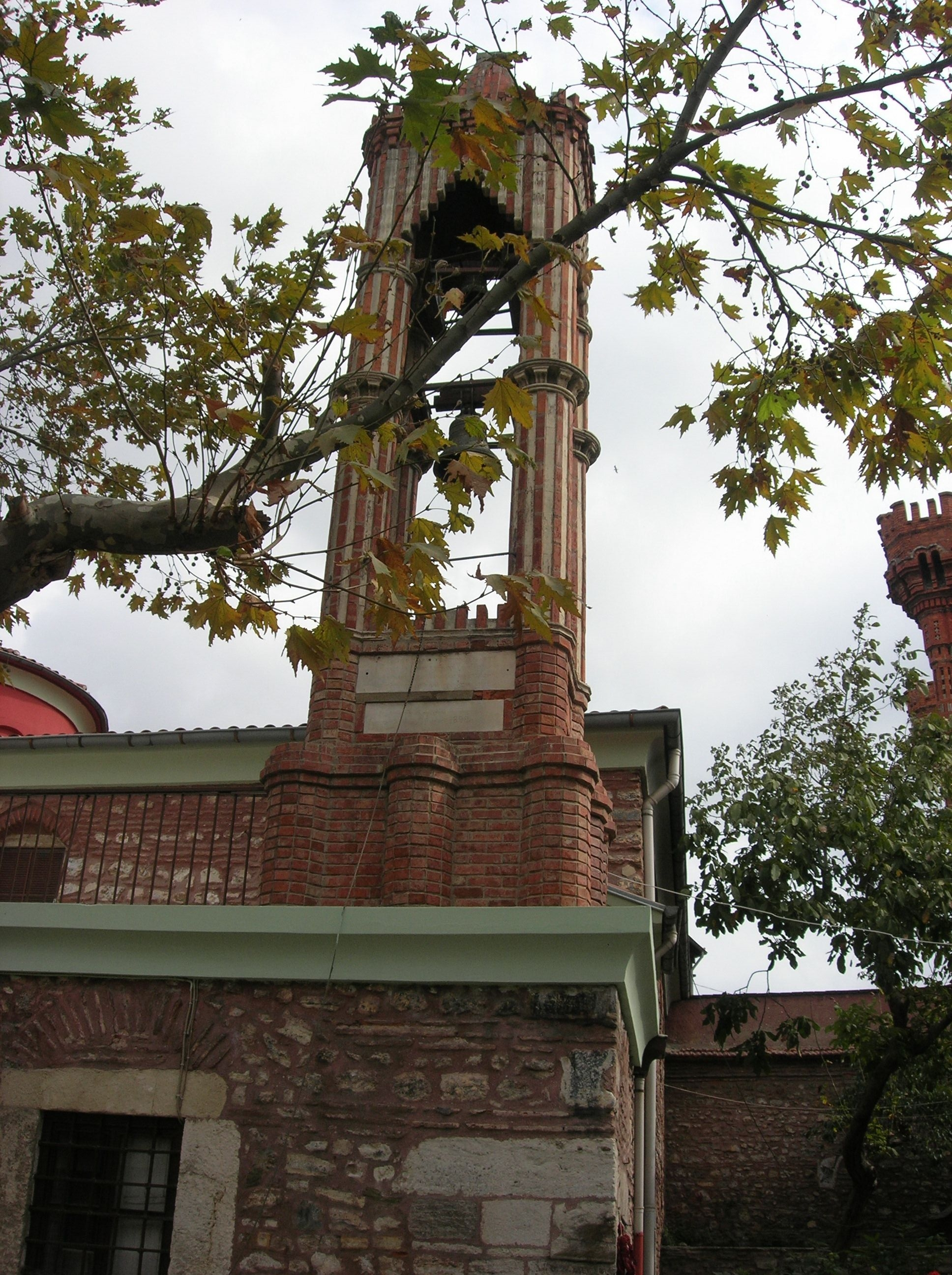
Maria Palaiologina divenne infine la Ktetorissa del Monastero della Theotokos Panaghiotissa, in seguito conosciuto con il nome di Panaghia Mouchliotissa ("Nostra Signora Tuttasanta dei Mongoli").

La chiesa del monastero era ufficialmente dedicata alla Vergine Maria, ma a causa dell'associazione di Maria con essa, divenne popolarmente nota come "Chiesa di Santa Maria dei Mongoli". Maria stessa non fu mai canonizzata.

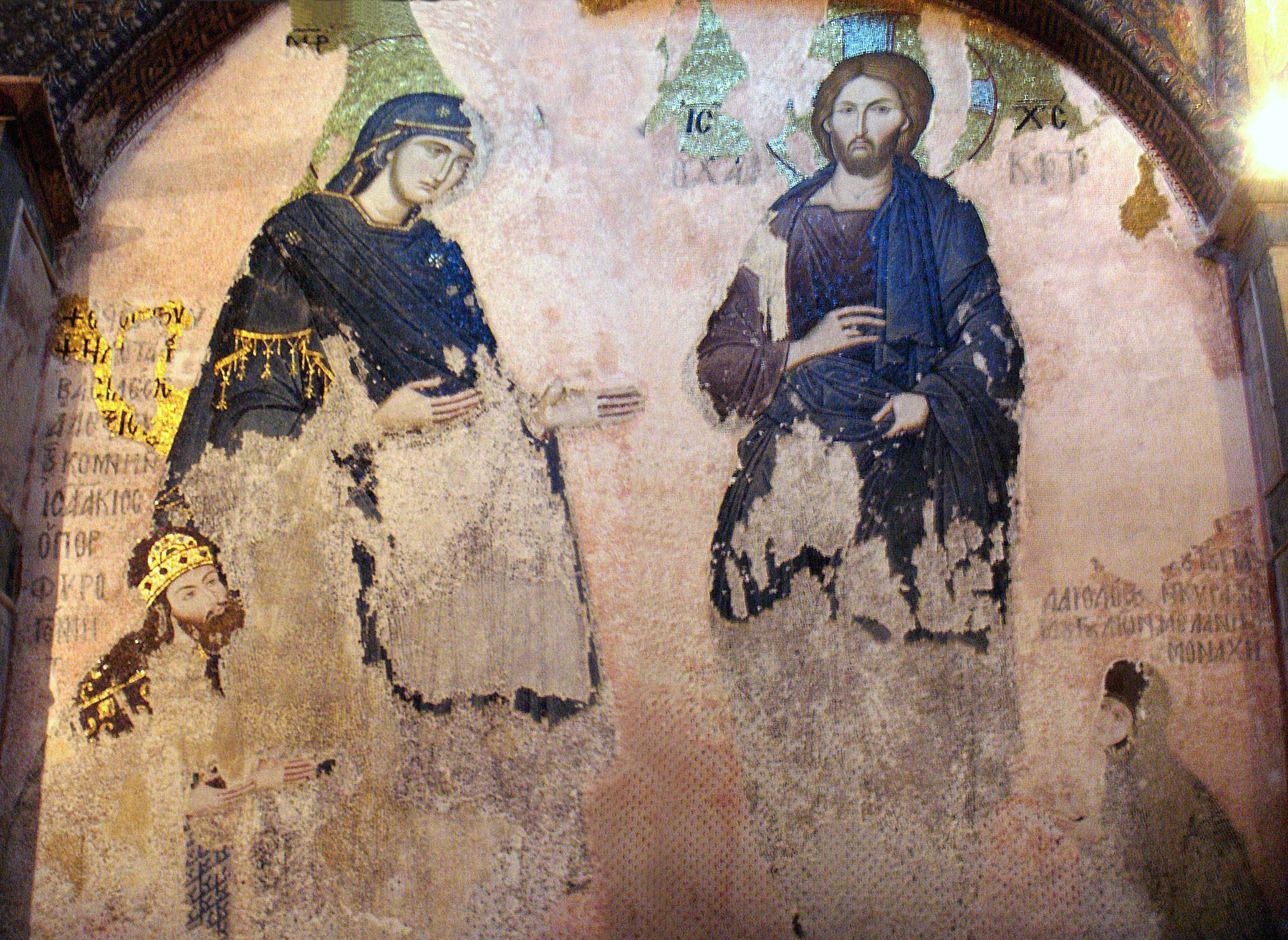
Scena della Deesis nella chiesa di Chora. L'immagine di Maria (vista all'inizio della pagina) è visibile in basso a destra di questo mosaico.

La chiesa è chiamata "la chiesa del sangue" (in turco Kanli Kilise), poiché l'edificio fu teatro di violenti combattimenti durante la conquista di Costantinopoli da parte dei turchi. La chiesa è l'unica a Costantinopoli a non essere mai stata convertita in moschea, su ordine di Mehmet il Conquistatore. Si trova in Tevkii Cafer Mektebi Sok, nel quartiere di Fener.
È sopravvissuto un ritratto a mosaico di Maria, proveniente dal nartece del monastero di Chora (appare come una monaca, con un'iscrizione con il suo nome monastico di Melania), nell'angolo in basso a destra della scena della Deesis.

## Ascendenza
|                        |   |                              | Genitori          |  |  | Nonni               |  |  | Bisnonni                |  |
|                        |   |                              |                   |  |  | Andronico Paleologo |  |  | Alessio Ducas Paleologo |  |
|                        |   |                              |                   |  |  | Andronico Paleologo |  |  | Alessio Ducas Paleologo |  |
|                        |   | Irene Comnena                |                   |  |  | Andronico Paleologo |  |  |                         |  |
| Michele VIII Paleologo |   |                              |                   |  |  | Andronico Paleologo |  |  |                         |  |
|                        |   | Teodora Angelina Paleologina | Alessio Paleologo |  |  |                     |  |  |                         |  |
|                        |   | Teodora Angelina Paleologina | Alessio Paleologo |  |  |                     |  |  |                         |  |
|                        |   | Teodora Angelina Paleologina | Irene Angelina    |  |  |                     |  |  |                         |  |
| Maria Palaiologina     |   | Teodora Angelina Paleologina |                   |  |  |                     |  |  |                         |  |
|                        | … | …                            |                   |  |  |                     |  |  |                         |  |
|                        | … | …                            |                   |  |  |                     |  |  |                         |  |
|                        | … | …                            |                   |  |  |                     |  |  |                         |  |
| …                      | … |                              |                   |  |  |                     |  |  |                         |  |
|                        |   | …                            | …                 |  |  |                     |  |  |                         |  |
|                        |   | …                            | …                 |  |  |                     |  |  |                         |  |
|                        |   | …                            | …                 |  |  |                     |  |  |                         |  |
|                        |   | …                            |                   |  |  |                     |  |  |                         |  |